# Pot of Gold (canção de Game)
"Pot of Gold" é uma canção do rapper americano Game com participações vocais do cantor de R&B Chris Brown, do quarto álbum de estúdio The R.E.D. Album. Foi lançado como segundo single oficial do álbum em junho de 2011. A música foi escrita por Game, Chris Brown e Sam Hook além de Ne-Yo. Foi composta e produzida em Los Angeles baseada em produções futurísticas.

A canção conta com um sample de "Rocketship", música que foi performada pela banda de rock Guster em seu segundo álbum Goldfly em 1997. "Pot of Gold" foi vazada originalmente em abril de 2011, em decorrência do acontecimento a música foi totalmente remasterizada para criação de uma nova versão. Ao contrário do primeiro single do álbum, Red Nation que contou com a participação de Lil Wayne, Pot of Gold conseguiu algumas posições nas paradas musicais da Billboard.